# (29833) 1999 FJ
1999 أف جاي (ويعرف أيضًا باسم (29833) 1999 أف جاي وفق تسمية الكوكب الصغير) (بالإنجليزية: 1999 FJ)‏ هو كويكب ضمن حزام الكويكبات؛ وترتيبه 29833 من حيث الاكتشاف.
اكتُشف هذا الجُرم الفلكي بواسطة كورادو كورليفيتش في 16 مارس 1999.

## وصلات خارجية
- (29833) 1999 FJ في قاعدة بيانات مختبر الدفع النفاث لأجرام النظام الشمسي الصغيرة

- الاكتشاف · مخطط المدار ·  العناصر المدارية · المعلمات المادية

- (29833) 1999 FJ على موقع ويكي سكاي: DSS2, SDSS, GALEX, IRAS, Hydrogen α, X-Ray, Astrophoto, Sky Map, Articles and images